# Jüdischer Friedhof (Pacov)
Koordinaten: 49° 28′ 30,6″ N, 15° 0′ 38,3″ O

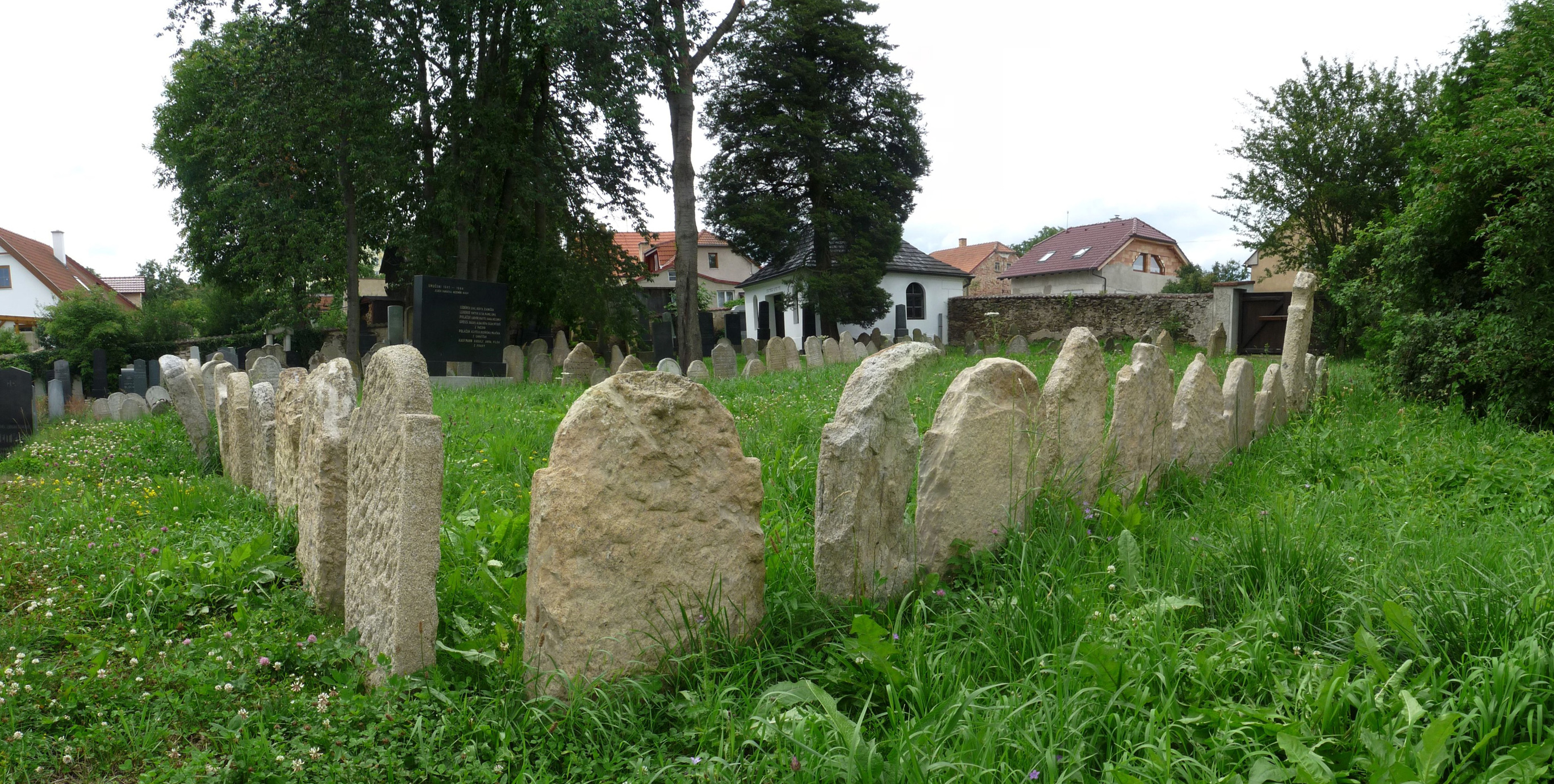
Jüdischer Friedhof in Pacov

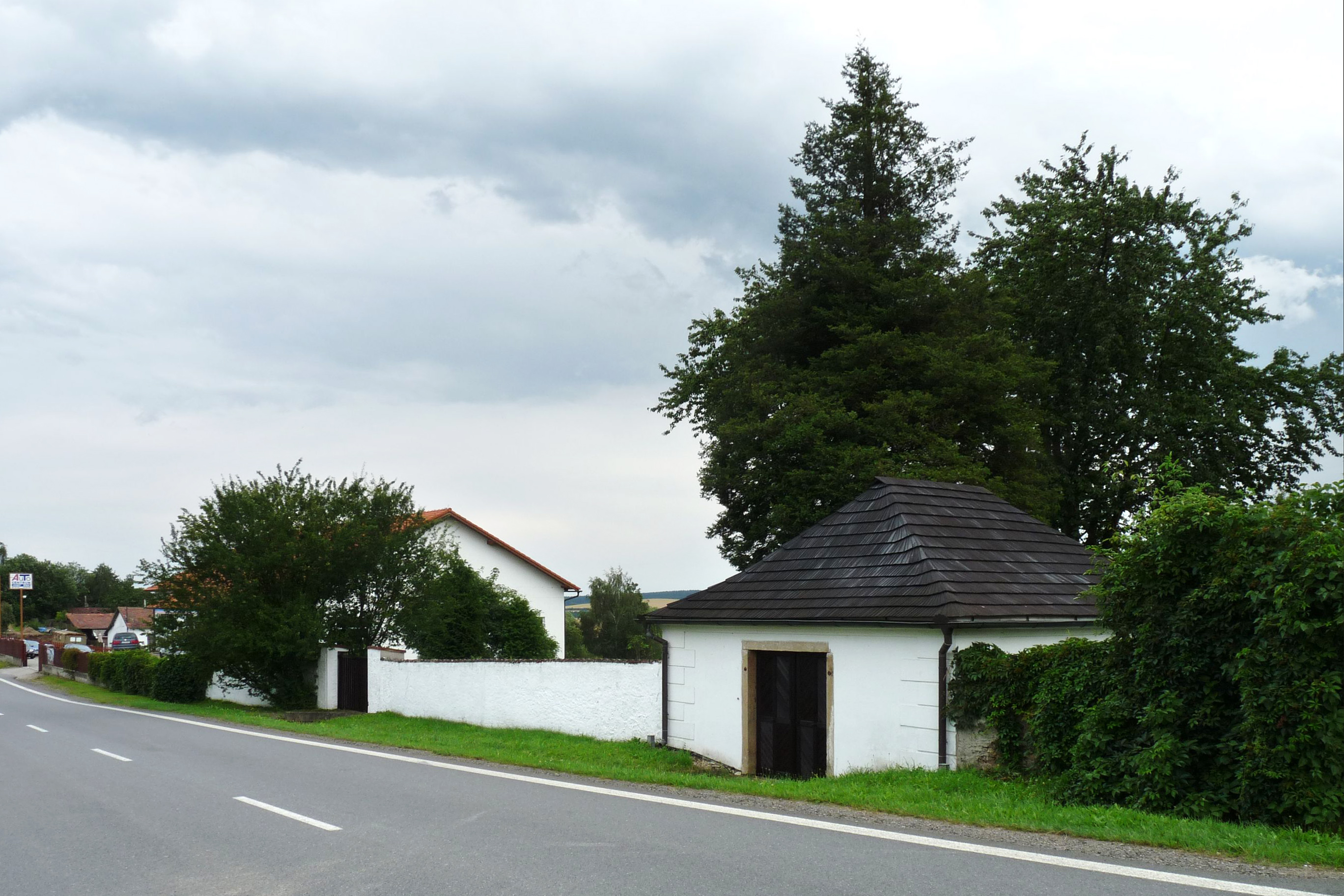
Taharahaus

Der Jüdische Friedhof in Pacov (deutsch Patzau), einer Stadt im Okres Pelhřimov in Tschechien, wurde im 16. oder 17. Jahrhundert angelegt. Der jüdische Friedhof ist seit 1988 ein geschütztes Kulturdenkmal.
Die ältesten Grabsteine (Mazevot) stammen aus den Jahren 1647 oder 1670. 